# Wilhelm von Gloeden

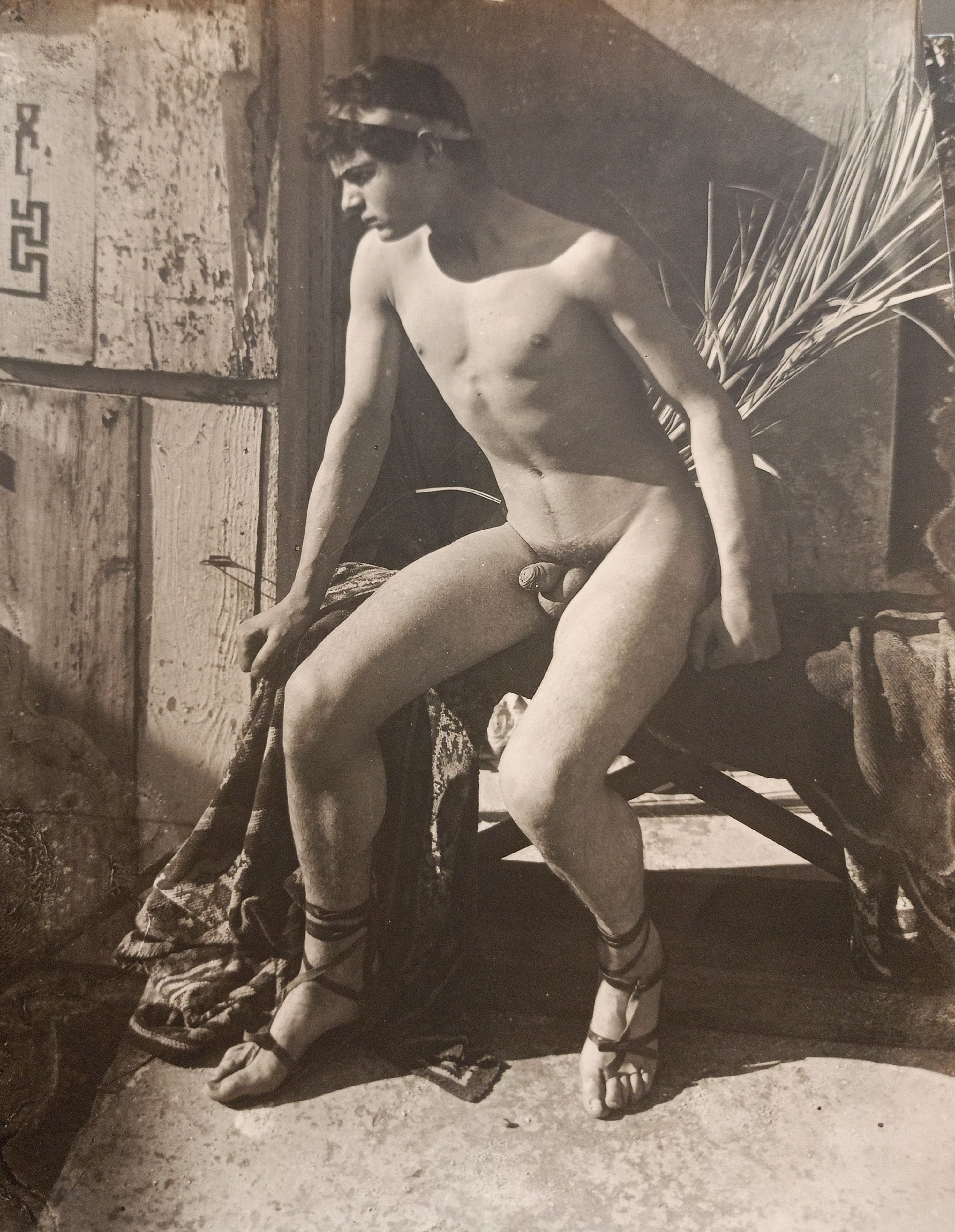
Wilhelm von Gloeden: Amore e Arte

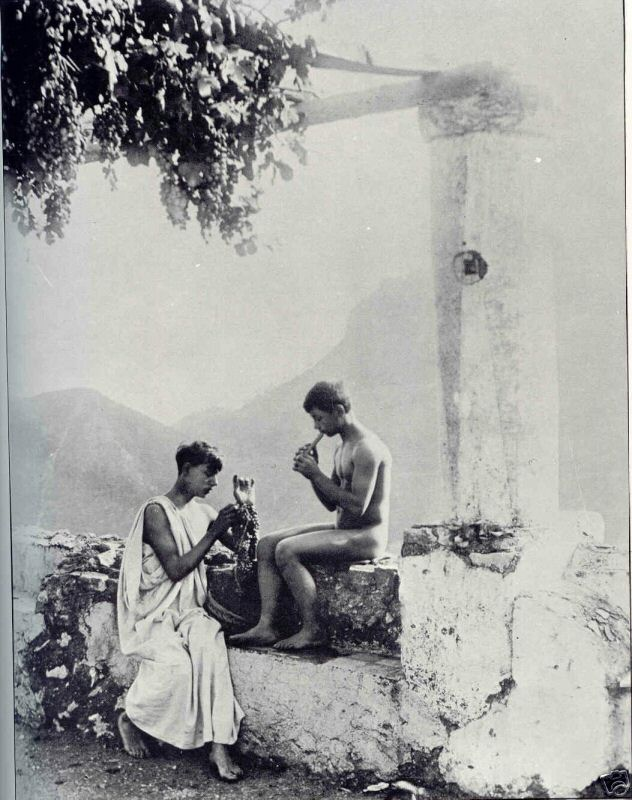
Wilhelm von Gloeden: Pastorální idyla, asi 1902, pastorála s postavami z dávné historie, žánrová fotografie

Wilhelm von Gloeden (16. září 1856 – 16. února 1931) byl německý fotograf, který proslul především studiemi nahých sicilských chlapců, v kulisách implikujících představu starověkého Řecka nebo Itálie. Zabýval se také žánrovými scénami. Jeho bratranec byl fotograf Wilhelm von Plüschow.

## Životopis
Von Gloeden se prohlašoval za příslušníka nižší aristokracie z Meklenburska. Rodina von Gloedenů nicméně soustavně prohlašovala, že nikdo takový k nim nepatří. Posledním baronem z Gloedenu byl Falko von Gloeden, zemřelý roku 1885. Kvůli domnělé diagnóze TBC odcestoval Wilhelm v roce 1876 do Taorminy na Sicílii.
Fotografovat se naučil zřejmě od svého vzdáleného příbuzného, Wilhelma von Plüschow, se kterým ho spojoval podobný osud i tematika: homosexualita. Žák nicméně učitele přerostl a naprosto zastínil. Byl bohatý a o profit z prodeje fotografií se spravedlivě dělil se svými modely. Značný peněžní prospěch, který takto přinášel relativně chudé oblasti Itálie, by mohl vysvětlovat, proč byly homosexuální aspekty von Gloedenova života jeho okolím vcelku tolerovány. Z bezvýznamné obce Taormina učinil svou přítomností turistickou destinaci. Když se jeho příbuzný von Plüschow dostal do potíží kvůli své homosexualitě (byl donucen Itálii opustit), a celá záležitost se začala otírat i o von Gloedena, postavili se za něj obyvatelé městečka.
V roce 1889 se intimně sblížil s tehdy čtrnáctiletým Pancraziem Buciunim (1879–1963), přezdívaným pro snědou africkou vizáž Il Moro, který se stal jeho celoživotním partnerem i modelem.
Von Gloeden provozoval dvojí živnost. Tradičnější fotografie, ve kterých byly homosexuální akcenty spíše potlačeny, mu získávaly široké uznání. Spíše soukromými cestami se šířil druhý zdroj jeho příjmů, fotografie smělejší, zpracovávající v duchu starořeckých pastýřských idyl homoerotické motivy.
Obdivovateli jeho díla byli mimo jiné Anatole France, Richard Strauss nebo zbrojař Friedrich Alfred Krupp. Von Gloeden vytvořil kolem 3000 fotografií, z toho 2500 zničila v roce 1936 Mussoliniho policie jako pornografii. Wilhelm von Gloeden prožil bohatý, šťastný a úspěšný život v láskyplném celoživotním vztahu v době, která homosexuálům vůbec nepřála.

## Dílo
Z moderního úhlu pohledu spočívá hodnota jeho díla v práci s hrou světel a stínu, jakož i v elegantních pózách jeho modelů. Mistrovského efektu svých děl dosahoval inovativní metodou práce se světelnými filtry a používání make-upu na celém těle svých modelů. Už za života se proslavil na obou stranách Atlantiku. Thomas Waugh ho nazval „nejvýznamnějším gay umělcem před 1. světovou válkou“
Popularitu jeho díla si lze nejspíše vysvětlit třemi důvody
- Ladění do klasických antických motivů fungovalo jako svého druhu kulturní bariéra, která současníkům umožňovala obdivovat jeho fotografie bez pocitu ohrožení kulturní identity.

- Pro mnoho současníků byla homosexualita něco tak nemyslitelného, že jim toto poselství ve von Gloedenových fotografiích dokonale unikalo.

- Nové metody tisku umožnily snadné šíření a prodej jeho fotografií v pohlednicovém formátu.

## Fotogalerie

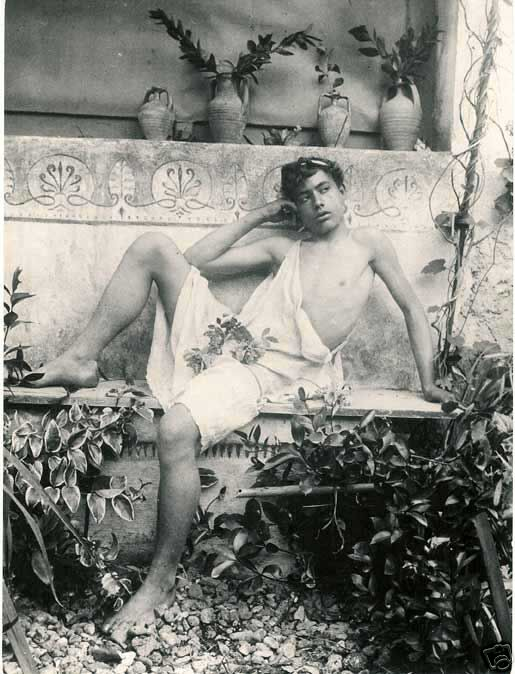
Chlapec v zahradě
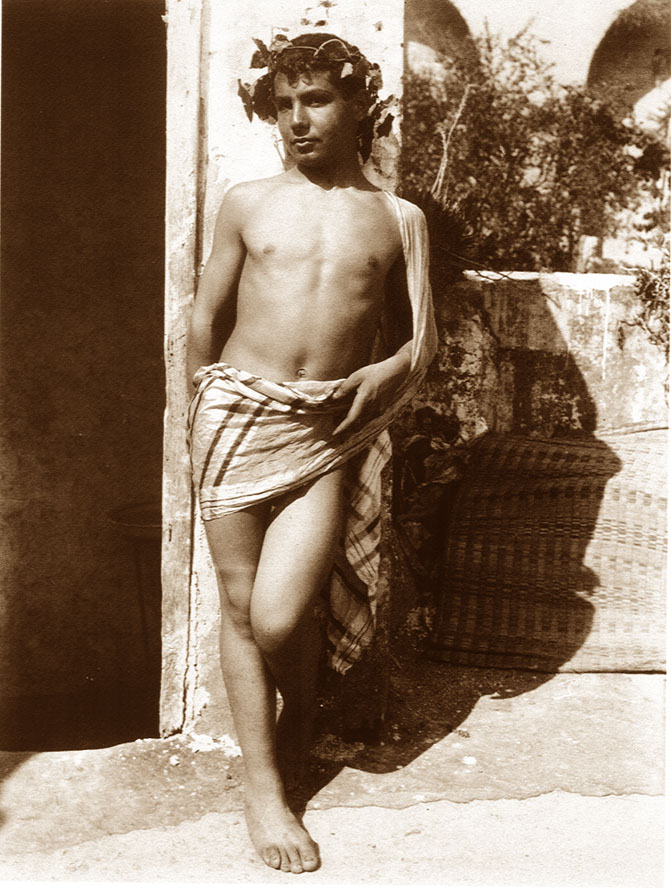
Chlapec s šátkem
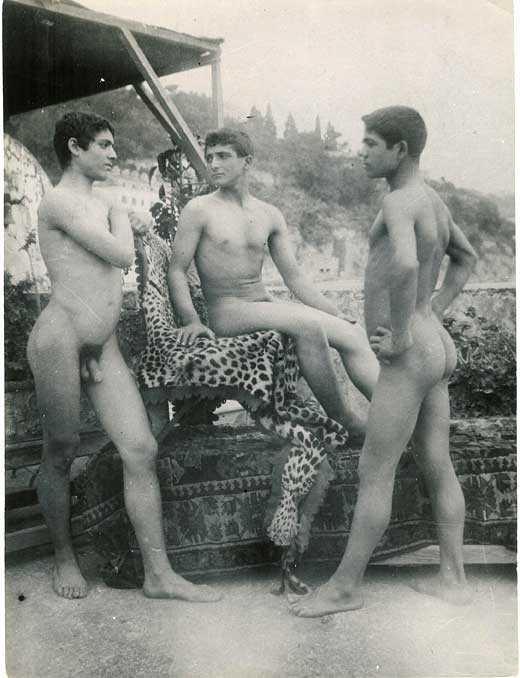
Tři neapolští chlapci
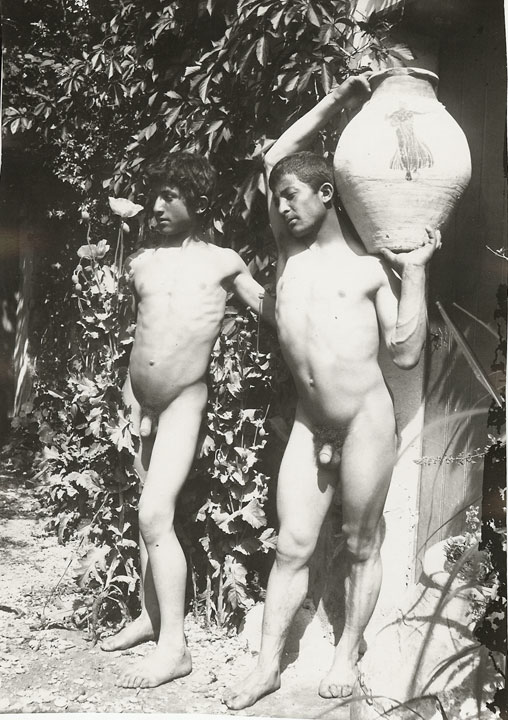
Dva chlapci v zahradě
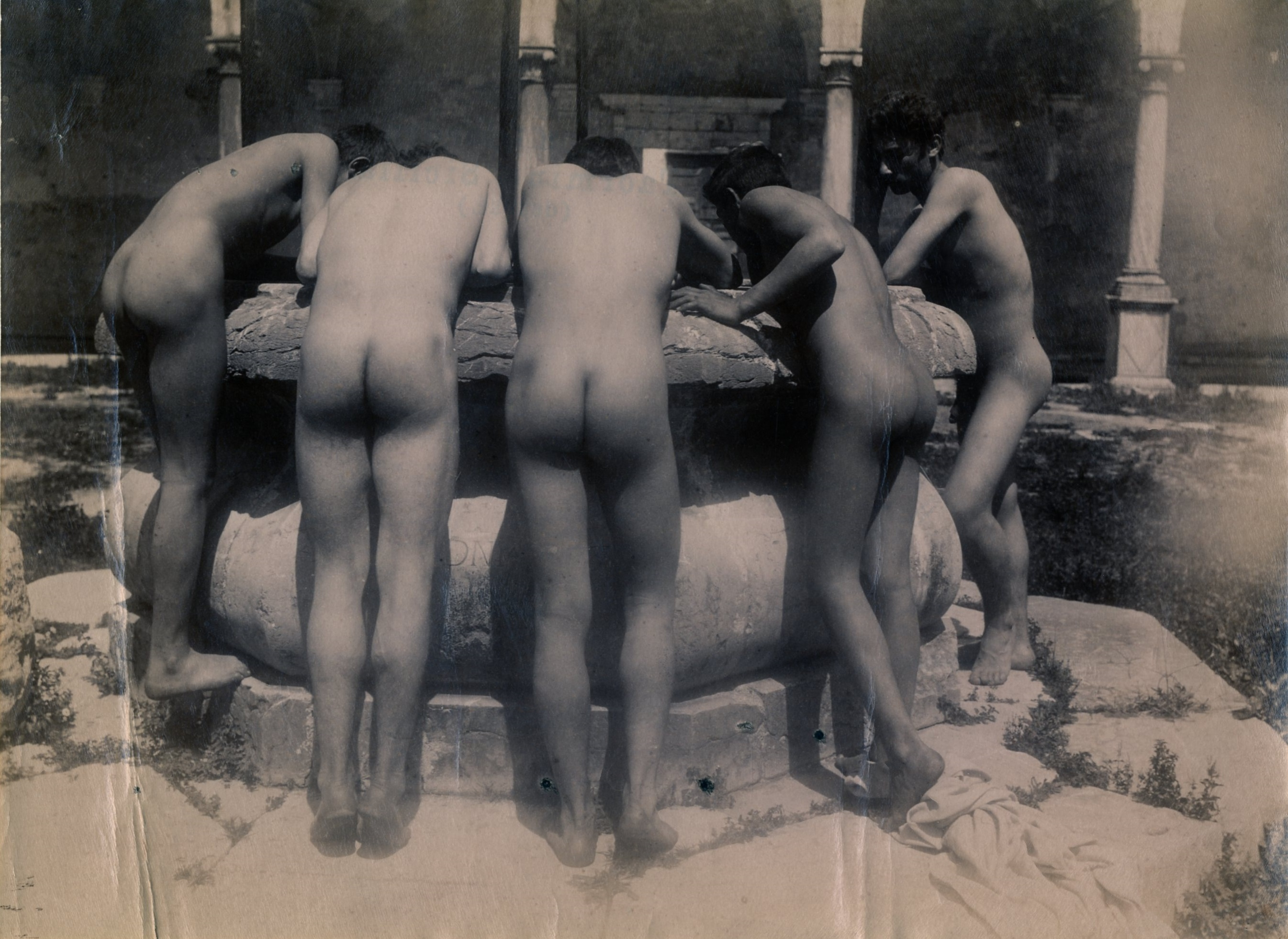
Poezie v Arkádii
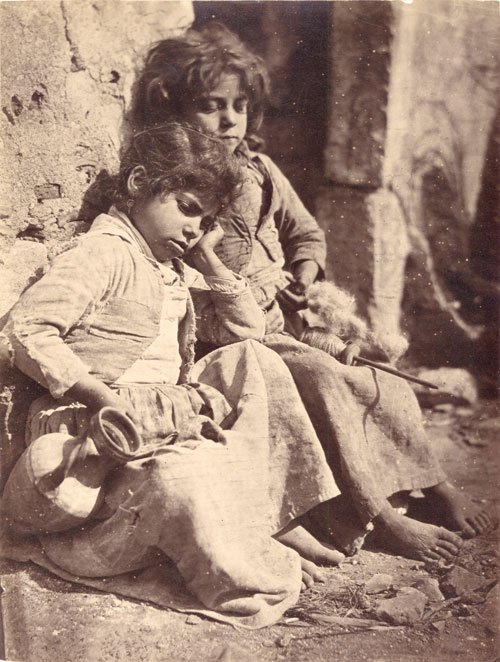
Sicilské děti
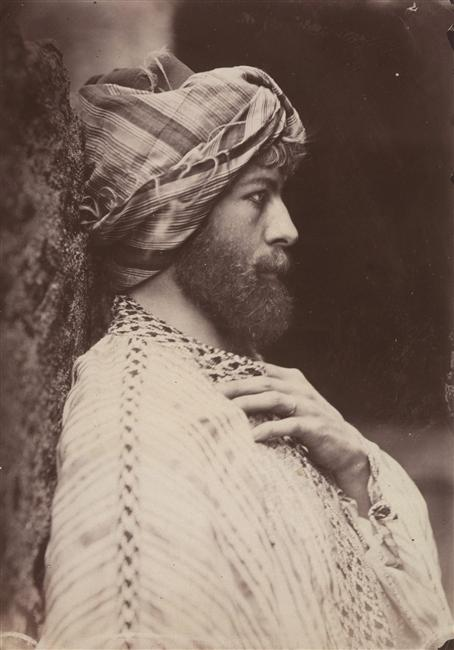
Autoportrét

## Srovnání
Srovnání kompozic u různých autorů v různých dobách. Podobné kompozice vytvářeli Wilhelm von Gloeden, Fred Holland Day, Hippolyte Flandrin, Wilhelm von Plüschow, Gaetano D'Agata, Tony Patrioli nebo Robert Mapplethorpe.

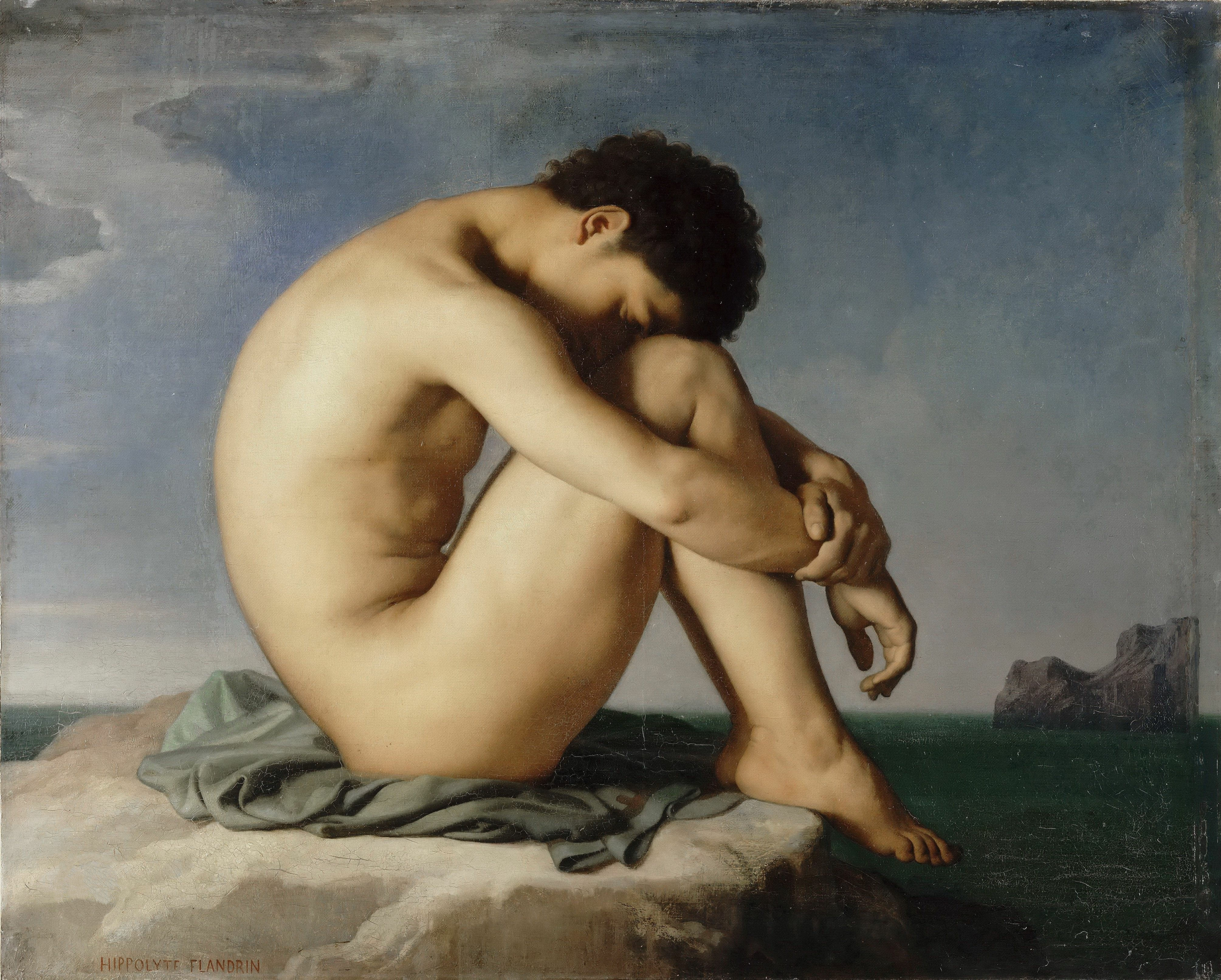
Hippolyte Flandrin (1805-1864): Mladík u moře, olej na plátně, 1855, Musée du Louvre, Paříž
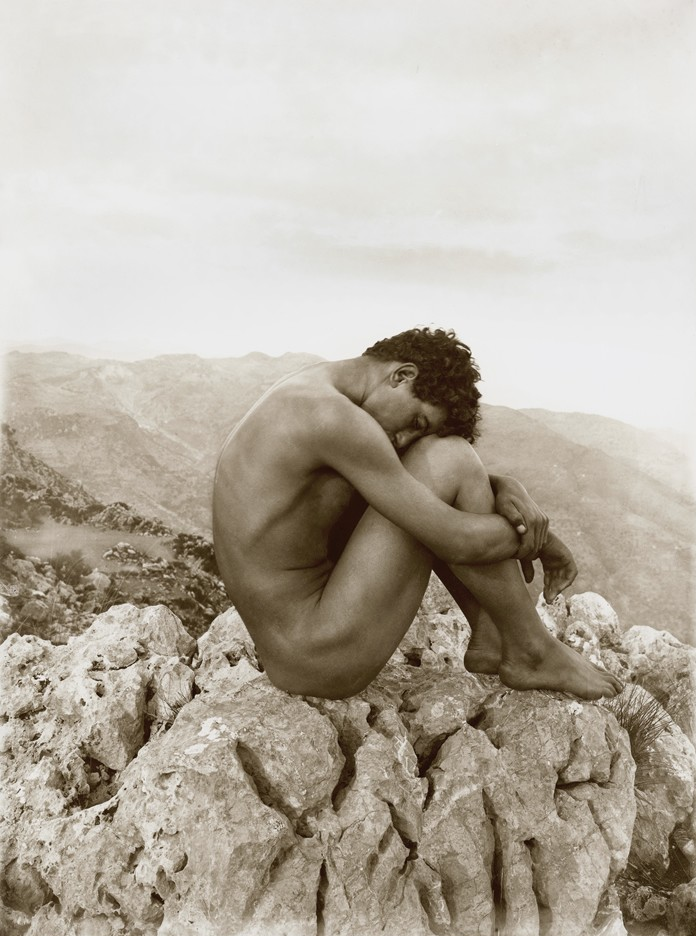
Wilhelm von Gloeden (1856-1931): Kain, asi 1902
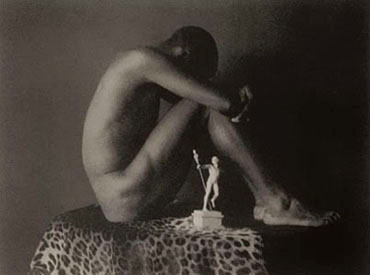
Fred Holland Day (1864-1933), Ebony and ivory
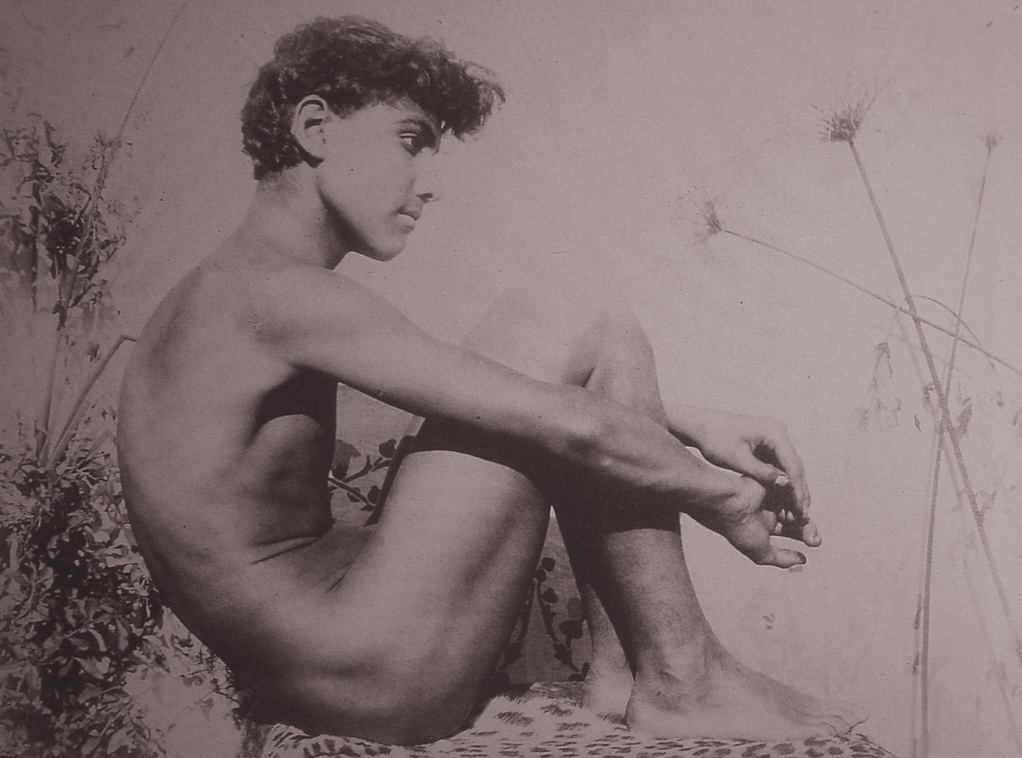
Wilhelm von Plüschow: Mužský akt, Řím, asi 1900